# Ágata (cantora)
Maria Fernanda Pereira de Sousa (Lisboa, 11 de Novembro de 1959), de seu nome artístico Ágata, é uma cantora portuguesa.

## Biografia
Em 1975, um ano depois do 25 de Abril, foi lançado o seu primeiro trabalho discográfico intitulado "Heróis Trabalhadores". Ainda nesse ano entrou para o Centro de Preparação de Artistas da Emissora Nacional, onde frequentou o curso de música e arte, aprendeu solfejo e cantou acompanhada pelos maiores maestros.
Em 1976 gravou o single "Já não estou sozinha". Percorre o país ao lado de outros nomes da canção portuguesa, como António Calvário, Tony de Matos, Maria de Lourdes Resende, Fernando Farinha, Max, entre outros.
Tinha apenas 17 anos quando integrou a formação das Cocktail com quem grava vários discos.
Conjuntamente com Tozé Brito, empresta a sua voz ao tema da série "Abelha Maia" (1978). Participa nas séries "Frou Frou" e Espelho dos Acácios" da RTP.
Em 1979 gravou o tema "Caso Meu" da telenovela brasileira "Dona Xepa". Interpretou ainda um dueto com o cantor belga Art Sullivan no tema "L'amour à la Française".
Participou no Festival RTP da Canção em 1982, com o tema "Vai mas Vem" que lhe valeu o Prémio de Revelação do Ano.
As Cocktail terminam em 1984. Fez depois espetáculos de Verão com as Doce, onde permaneceu até à extinção do grupo.
Mudou de nome artístico para Ágata. Em 1987 é editado um single com os temas "Quentinha e boa", da autoria de Luís Veyrier Maduro, e "Mexe-te Mais Um Pouco", da autoria de Luís Filipe Aguiar. Em 1989 lança novo single com os temas "Amor Latino" e "O Homem Da Minha Vida", ambos da autoria de Ricardo Landum.
O álbum "Amor Latino" inclui os temas dos dois singles e as faixas "Hora H", "Um Amor Assim", "Gonna Dance" e "Os Rapazes De Agora". Ainda na editora Discossete lança o álbum "Louca Por Ti" dirigido por Toy e Ricardo Landum.
Muda de editora e, com a colaboração de Ricardo Landum, gravou o álbum “Perfume de Mulher”. Depois de algum tempo o disco torna-se um grande sucesso e atinge assim o seu primeiro disco de platina. O êxito fez com que o disco se mantivesse por 52 semanas no Top do programa "Made In Portugal" da RTP.
Em 1995 é editado o disco "Maldito Amor" com mais alguns sucessos como “Maldito Amor”, “Tudo foi por ciúme”, “Mãe Solteira”, “Foi Contigo” e “Desgostos de Amor”. Esse ano marcou uma nova etapa na vida de Ágata com uma faceta mais romântica e harmoniosa.
Segue-se a edição de “Escrito no Céu” onde se destacam os temas “Comunhão de Bens”, “Não Mereço Tanta Dor” e “Quando As Luzes Se Apagarem”. Participa no Festival da OTI com o tema "Abandonada". É editado um CD com o mesmo nome.
Em 1998 iniciou-se um novo capítulo na história e carreira de Ágata, com o nascimento do seu 2.º filho – Francisco, a quem dedicou uma música no álbum "De Hoje Em Diante".
"Sozinha", um tema composto por Ricardo Landum, deu nome ao novo trabalho lançado em 2000. As letras são bastante mais atuais e "falam de relações acabadas, desilusões e mágoas amorosas, mas que não fogem do estilo musical desta cantora, que prima pela sensibilidade".
Numa retrospectiva da sua carreira, surgiu em 2001 o álbum “20 anos”. É uma compilação com os temas que fizeram sucesso na voz de Ágata e que também inclui quatro temas inéditos.
Em 2002 é editado “Viver A Dois” com a recriação de momentos que ao longo de 13 temas "transitam sem complexos, entre as emoções contraditórias da alegria, tristeza, saudade, sonho e vontade". Nesse ano foi a protagonista do programa O Meu Nome é Ágata na SIC, onde deu a conhecer novas facetas do seu dia-a-dia.
Em 2003 apresenta um álbum duplo, 'O Meu Pequeno Fado - 30 Anos', com a particularidade de ter sido gravado e produzido em estúdios diferentes.
No ano de 2005 surge o álbum “Abençoada” onde faz uma retrospectiva aos limites da sua fé à Nossa Senhora de Fátima, dedicando-lhe um lindo tema neste álbum. Um tema que expõe toda a sua fé, cada vez que o canta.
O CD "Sentimentos", editado em 2006, tem novamente o "Amor" como tema predominante. "Dor", "Traição" e muito sentimento são marcas presentes em cada um dos temas.
É em 2007 que lança o disco "Anos Luz" com êxitos como "Juro e Jurarei" ou "Anjinhos Inocentes" dedicado às crianças desaparecidas em Portugal.
Em 2009 regressa com o álbum "Promessas" com temas como "Desde que vivo com outro", "Não Fiques" e "promessas, promessas" em dueto com Victor Espadinha.
Em 2010 lançou o álbum "Romântico" em que são recuperados alguns dos marcos da sua carreira como cantora romântica.
No disco "Ainda Te Amo" canta temas que envolvem uma das facetas já conhecidas da artista, nunca fugindo à sua regra que é de cantar o amor, seja na dor ou paixão.
Em 2014 comemora os seus 40 anos de carreira com o lançamento do disco e DVD "Ao vivo - 40 Anos" gravado no Porto, com participações especiais dos seus sobrinhos Romana e Sérgio Rossi.
No início de 2016 é editado o disco "As Minhas Canções" com a revisitação de temas que de alguma maneira fizeram parte da vida da cantora. Neste Álbum conta com a participação do grupo Anjos e do cantor José Freitas, entre outros.

### Vida pessoal
Em 1976, inicia um relacionamento com o engenheiro de som Vitor Caneira, com quem casa em 1979, em Lisboa. Em 1980, nasce o seu primeiro filho, Marco Caneira.
Teve uma relação de 1994 a 2019 com o empresário musical e presidente do Desportivo de Chaves Francisco Carvalho, de quem tem um filho também chamado Francisco Carvalho (nascido em 1998).
Em 2012, o seu filho Marco Caneira, agente artístico de Artistas Nacionais e Internacionais desde 1998, aceitou o convite para se candidatar e dedicar-se como deputado pela Ilha Graciosa, na Região Autónoma dos Açores, a ilha onde se casou em 2006 e com a qual mantém laços afetivos. Foi cabeça-de-lista, pelo circulo eleitoral da ilha Graciosa, da Plataforma de Cidadania, partido apoiado pelo Partido Popular Monárquico e Partido da Nova Democracia. Terminou em 5.º lugar, ultrapassando o Bloco de Esquerda, entre outros.
Em 2014, o seu filho Francisco Carvalho de nome artístico "Fran" estreia-se como cantor num espetáculo realizado no Meo Arena.
Em 2020, iniciou uma relação com o tarólogo Rui Pereira. A cantora abriu uma clínica de medicinas alternativas e terapias holísticas no centro de Lisboa.
Em setembro de 2024, o filho Marco Caneira foi detido pela Polícia Judiciária para cumprir pena de 6 anos e 6 meses por violar uma jovem de 14 anos, em 2016, em Ponta Delgada, nos Açores.

## Atividade política
Nas eleições autárquicas portuguesas de 2017, foi candidata da coligação CDS-PP/MPT à vice-presidência da Câmara de Castanheira de Pêra, região a qual havia recentemente sofrido um incêndio florestal extremamente trágico. A lista que integrou obteve 90 votos, o que corresponde a 4,57%, o que fez com que a cantora ficasse de fora da câmara municipal. Antes, em entrevista ao jornal I disse que "se [lhe] tivessem feito um convite de outra lista, teria aceitado" e que, para ela, "a política [era] zero, não [existia]".

## Discografia
- 1975 - Heróis Trabalhadores - Single, Vitória - como Fernanda De Sousa (Lançamento dia 25 de Abril de 1975)
- 1976 - Já Não Estou Sozinha - Single, Vitória - como Fernanda De Sousa
- 1978 - Fio de Novelo (LP Espelho dos Acácios) - como Fernanda De Sousa
- 1978 - Porta Fechada (Single Cocktail, Polygram Discos / Polydor) - como Cocktail (Fernanda de Sousa)
- 1978 - Aquele Fim De Verão / Recado Do Paulo (Single Cocktail, Phonogram / Polydor) - como Cocktail (Fernanda de Sousa)
- 1978 - Aquele Fim De Verão (LP Cocktail, Phonogram / Polydor) - como Cocktail (Fernanda de Sousa)
- 1978 - A Abelha Maia (Single, Phonogram / Philips) - como Fernanda de Sousa
- 1979 - Amanhã Virás (Single Cocktail, Polygram Discos / Phonogram / Polydor) - como Cocktail (Fernanda de Sousa) Festival da Canção 79
- 1979 - L'amour a la Française (com Art Sullivan) - como Fernanda De Sousa
- 1980 - Pouco A Pouco (Single Cocktail, Vadeca - J.C. Donas, Lda) - como Cocktail (Fernanda de Sousa)
- 1980 - Nem 8 Nem 80 (Single Cocktail, Vadeca - J.C. Donas, Lda) - como Cocktail (Fernanda de Sousa)
- 1980 - Um Caso Meu (banda sonora da novela D. Xepa") - como Fernanda De Sousa
- 1981 - Voltar Atrás (Single Cocktail, Vadeca - J.C. Donas, Lda) - como Cocktail (Fernanda de Sousa)
- 1981 - Vem Esquecer O Passado (Single Cocktail, Vadeca - J.C. Donas, Lda) - como Cocktail (Fernanda de Sousa) Festival da Canção 81
- 1982 - Tutti Frutti (LP Cocktail, Vadeca) - como Cocktail (Fernanda de Sousa)
- 1982 - Cocktail (LP, Lisbon Records "Usa/Canada") - como Cocktail (Fernanda de Sousa)
- 1982 - Vai Mas Vem (Single Festival da canção 1982) - como Fernanda De Sousa - Festival da Canção 82
- 1987 - Quentinha e Boa (Single, Discossete) - Ágata
- 1989 - Amor Latino (Single, Discossete) - Ágata
- 1989 - Amor Latino (CD-7) - Ágata
- 1990 - Louca Por Ti (LP, Discossete) - Ágata
- 1991 - Louca Por Ti (CD-7) - Ágata
- 1994 - Perfume de Mulher (CD, Espacial)
- 1995 - Maldito Amor (CD, Espacial)
- 1997 - Escrito No Céu (CD, Espacial)
- 1997 - Abandonada (CD, Espacial)
- 1998 - De Hoje Em Diante (CD, Espacial)
- 2000 - Sozinha (CD, Espacial)
- 2001 - 20 Anos (CD, Espacial)
- 2002 - O Meu Nome É Agata (CD, Espacial)
- 2002 - Viver A Dois (CD, Espacial)
- 2003 - Amor Latino (reedição, CD, Espacial)
- 2003 - Louca Por Ti (reedição, CD, Espacial)
- 2003 - O Meu Pequeno Fado - 30 Anos (CD, Espacial)
- 2005 - Abençoada (CD, Espacial)
- 2005 - Romântico (CD, Espacial)
- 2006 - Sentimentos (CD, Espacial)
- 2007 - Anos de Luz (CD, Espacial)
- 2007 - Grandes Êxitos (3CD, Espacial)
- 2009 - Promessas (CD, Espacial)
- 2010 - Romântico (CD, Espacial)
- 2011 - Ainda Te Amo (CD, Espacial)
- 2014 - Ao Vivo - 40 Anos (CD, Espacial)
- 2016 - As minhas Canções (CD, Espacial)
- 2017 - Preto No Branco (CD, Espacial)
- 2020 - Hino da quarentena sozinhos (Single, Espacial)
- 2020 - Amanhã (Single, Espacial)
- 2020 - Gota Fria (Single, Espacial)
- 2020 - Pasíon (CD, Espacial)
- 2020 - Sorrir e Sonhar (Single, Espacial)
- 2021 - Pasíon (LP - Vinil, Espacial)
- 2021 - Faz-te Á Vida (Single, Espacial)
- 2021 - Voltei-me A Apaixonar (Single, Espacial)

## Filmografia

### Televisão
| Ano  | Projeto                                  | Função        | Notas                       | Canal |
| ---- | ---------------------------------------- | ------------- | --------------------------- | ----- |
| 2002 | O Meu Nome é Ágata                       | Apresentadora | Reality Show                | SIC   |
| 2020 | A Máscara                                | Camaleão      | Convidada (Parte 2 do Ep.6) | SIC   |
| 2024 | Hell's Kitchen - Famosos (2.ª temporada) | Concorrente   | Programa de televisão       | SIC   |